# 5714 Krasinsky
5714 Krasinsky (1982 PR) là một tiểu hành tinh vành đai chính được phát hiện ngày 14 tháng 8 năm 1982 bởi N. S. Chernykh ở Nauchnyj.